# 梅崎慶大
梅崎 慶大（うめざき けいた、1981年8月12日 - ）は、日本、長野県白馬村出身の元スキージャンプ選手。全日本スキー選手権で2勝している。

## プロフィール
長野県大町高等学校から明治大学へ進学。高校在学中の1998年のノルディックスキージュニア世界選手権個人11位、同年、地元長野で開催された長野オリンピックではテストジャンパーに選ばれた。
2003年冬季ユニバーシアード代表として団体6位、ノーマルヒル21位、ラージヒル26位となった。大学卒業後フリーでジャンプを続けていたが、2005年10月に雪印乳業へ途中入社した。2011-2012シーズン限りで現役を引退した。

## 日本国内での主な競技成績
- 2004.01.04(日) 第45回雪印杯全日本ジャンプ大会成年組
- 2004.02.15(日) 第82回全日本スキー選手権(ノーマルヒル)
- 2007.02.18(日) 第85回全日本スキー選手権(ラージルヒル)
- 2009.03.08(日) 第80回宮様スキー大会国際競技会ラージヒル